# Вильчур, Марк Ефимович
Марк Ефимович Вильчур (18 декабря 1883, Переяслав, Полтавская губерния — 28 мая 1940) — российско-американский журналист.
Учился в Миргородской художественно-промышленной школе им. Н. В. Гоголя. Публиковал статьи по политико-экономическим вопросам в «Вестнике Юга», «Приднепровском крае», «Утре России», «Вокруг света», «Одесском листке» и других, напечатал ряд брошюр, в том числе «О партии мирного обновления» (Мариуполь, 1906). С начала 1910-х годов жил в США. С 1912 года сотрудник газеты «Русское слово» (впоследствии «Новое русское слово»). Основал «Первое русское издательство в Америке», которое просуществовало до 1918 года, был одним из основателей и председателем русского Литературного фонда в США.
Сборники очерков Вильчура «В Американском горниле (Из записок иммигранта)» (Нью-Йорк, 1914) и «Русские в Америке» (Нью-Йорк, 1918) рассказывают об адаптации русских эмигрантов дореволюционного периода в США, «дают картину духовной жизни соотечественников — бывших россиян, оказавшихся в непривычных для себя условиях». Вильчур сообщает, в частности:

Чуткие и восприимчивые совершенно перерождаются в пять-шесть лет. Их кругозор расширяется, потребности становятся выше. <...> Русский крестьянин-иммигрант в воскресенье и праздничные дни преображается в настоящего американского джентльмена, который носит снежно-белый воротничок, а в вагоне трамвая или железной дороги по-американски «подбирает» брюки, обнаруживая полушёлковые носки. Родная деревня едва ли узнала бы в этом молодом «барине» того самого землероба, который уехал за океан, и решила бы при взгляде на такого франта, что это какой-нибудь белоручка-капиталист.